# Spank Thru
〈Spank Thru〉는 미국의 록 밴드 너바나의 노래다.
〈Spank Thru〉는 커트 코베인의 작곡 중 크리스 노보셀릭의 주의를 끈 첫 번째 노래였고, 이로써 너바나의 결성이 박차를 가하게 되었다. 노보셀릭은 WFNX 음악 감독 커트 세인트 토마스의 1992년 인터뷰에서 이렇게 회상했다. "[테이프] 속에 있던 곡 중 하나가 바로 'Spank Thru'였어요. ... 그는 나를 거기 빠지도록 했고, 정말 마음에 들었습니다. 저를 흥분시키는 류의 것이었어요. 그래서 가서 말했죠. '야, 밴드 하자' 우리는 드러머를 찾았고, 그리고 연습을 개시했죠. 아주 진지하게 임하기도 했고요."
밴드가 정식으로 가동되기 시작하자, 이 곡은 공식 발표된 너바나의 세 번째 곡이 되었다. (서브팝의 1988년 컴필레이션 음반 《Sub Pop 200》) 그리고 계속해 공식 라이브 음반에 수록되기도 했다.